# The World of David Bowie
| Recensione | Giudizio |
| ---------- | -------- |
| AllMusic   |          |

The World of David Bowie è un album raccolta del cantautore britannico David Bowie, pubblicato dalla Decca Records nel 1970 in Europa, Australia e Nuova Zelanda.

## Brani
Considerando che The World of David Bowie ripropone ben 10 dei 14 brani del primo album di Bowie del 1967, oltre a The London Boys, fino a quel momento pubblicata solo su 45 giri, la raccolta è degna di nota soprattutto per la presenza di tre brani inediti: Karma Man e Let Me Sleep Beside You, registrate il 1º settembre 1967 agli Advision Studios, e In the Heat of the Morning, registrata il 12 marzo 1968 negli studi della Decca Records.
Tutte e tre le canzoni, arrangiate e prodotte da Tony Visconti che contribuì anche al basso, furono incise in previsione della pubblicazione come 45 giri ma la Decca non si mostrò soddisfatta del risultato, contribuendo alla separazione di Bowie dalla casa discografica.

### Gli inediti
Karma Man - È un altro esempio del crescente interesse di Bowie per il Buddhismo e il Tibet già evidenziato in Silly Boy Blue. Le meditazioni sulla Ruota dell'esistenza e sulla reincarnazione presenti nel testo coincidono col momento in cui sia David che Tony Visconti si unirono alla Tibet Society, in un periodo in cui artisti come Pete Townshend, i Beach Boys, Donovan e i Beatles elaboravano il proprio percorso personale verso l'"illuminazione". Il brano venne eseguito nelle sessioni BBC registrate il 13 maggio 1968 e il 5 febbraio 1970, oltre che in alcuni concerti dello stesso periodo. In seguito è comparso in The Deram Anthology 1966-1968 (1997), Bowie at the Beeb (2000) e nel bonus disc dell'edizione deluxe di David Bowie del 2010.
Let Me Sleep Beside You - Nel documentario radiofonico ChangesNowBowie del 1997 Bowie ha detto a proposito del brano: «Può darsi che fosse influenzato da Simon and Garfunkel, ma realizzato con mano più pesante» La storia di una giovane amante invitata ad abbandonare l'atteggiamento da adolescente per ricevere "sul campo" un'adeguata educazione sessuale venne rifiutata dalla Decca probabilmente a causa del titolo troppo esplicito, tanto che i responsabili della casa discografica chiesero di cambiarlo in Let Me Be Beside You. Il brano venne incluso nel video album Love You Till Tuesday e il 29 gennaio 1969 Bowie registrò ai Trident una versione in lingua tedesca tradotta da Lisa Busch, che avrebbe dovuto figurare nella progettata ma mai realizzata edizione del video per la Germania. Dopo la sessione BBC registrata il 20 ottobre per il programma The Dave Lee Travis Show, nel quale però non venne mandata in onda, una nuova versione venne incisa nel 2000 in previsione del suo inserimento nell'album Toy, ad oggi mai pubblicato. In seguito anche Let Me Sleep Beside You è comparsa in The Deram Anthology 1966-1968, Bowie at the Beeb e nel bonus disc dell'edizione deluxe di David Bowie.
In the Heat of the Morning -  Si tratta di una composizione caratterizzata da una sezione d'archi e da una fusione in stile Doors di chitarra e "pixiephone", strumento già suonato da Steve Peregrin Took dei T. Rex. Il brano fece il suo debutto in occasione della sessione BBC registrata il 18 dicembre 1967, in una forma embrionale piuttosto differente da quella successiva registrata il 26 maggio 1968 e da quella incisa in studio. Oltre che in The Deram Anthology 1966-1968, Bowie at the Beeb e nel bonus disc dell'edizione deluxe di David Bowie, In the Heat of the Morning si trova anche nella raccolta Nothing Has Changed del 2014.

## Tracce
Testi e musiche di David Bowie.
Lato A
1. Uncle Arthur (da David Bowie, 1967) – 2:07
2. Love You Till Tuesday (da David Bowie, 1967) – 3:09
3. There Is a Happy Land (da David Bowie, 1967) – 3:11
4. Little Bombardier (da David Bowie, 1967) – 3:24
5. Sell Me a Coat (da David Bowie, 1967) – 2:58
6. Silly Boy Blue (da David Bowie, 1967) – 3:48
7. The London Boys (lato B di Rubber Band, 1966) – 3:20

Lato B
1. Karma Man (inedita, 1967) – 2:58
2. Rubber Band (da David Bowie, 1967) – 2:17
3. Let Me Sleep Beside You (inedita, 1967) – 3:24
4. Come and Buy My Toys (da David Bowie, 1967) – 2:07
5. She's Got Medals (da David Bowie, 1967) – 2:23
6. In the Heat of the Morning (inedita, 1968) – 2:55
7. When I Live My Dream (da David Bowie, 1967) – 3:22

## Riedizioni
Sulla scia del successo ottenuto con The Rise and Fall of Ziggy Stardust and the Spiders from Mars, la raccolta venne ripubblicata nel 1973 nel Regno Unito e di nuovo nel 1981 in Spagna e nel 1983 in Francia. Nel 1994 è uscita in Germania la versione in CD della Spectrum Records.